# Jánský potok (přírodní památka)
Přírodní památka Jánský potok byla vyhlášena v roce 2001 a nachází se u obce Dobrovítov v okrese Kutná Hora. Důvodem ochrany je soubor vodních a lučních ekosystémů s výskytem významných a zvláště chráněných druhů rostlin a živočichů.

## Popis oblasti
Jánský potok na svém nejhornějším toku protéká mělkým zalesněným údolím a napájí mělký Pilský rybník. Z významných rostlinných druhů v oblasti roste prstnatec májový (Dactylorhiza majalis), kozlík dvoudomý (Valeriana dioica), olešník kmínolistý (Selinum carvifolia), ostřice prosová (Carex panicea) a další druhy. Z obojživelníků v lokalitě žije skokan zelený (Pelophylax esculentus), skokan hnědý (Rana temporaria) a ropucha obecná (Bufo bufo). Významná je relativně početná populace ohrožené střevle potoční (Phoxinus phoxinus). Z ptáku byl pozorován ledňáček říční (Alcedo atthis), čáp černý (Ciconia nigra), konipas horský (Motacilla cinerea), konipas bílý (Motacilla alba), střízlík obecný (Troglodytes troglodytes), brhlík lesní (Sitta europaea) nebo potápka malá (Tachybaptus ruficollis). Ze savců se v lokalitě vyskytuje vydra říční (Lutra lutra).

## Fotogalerie

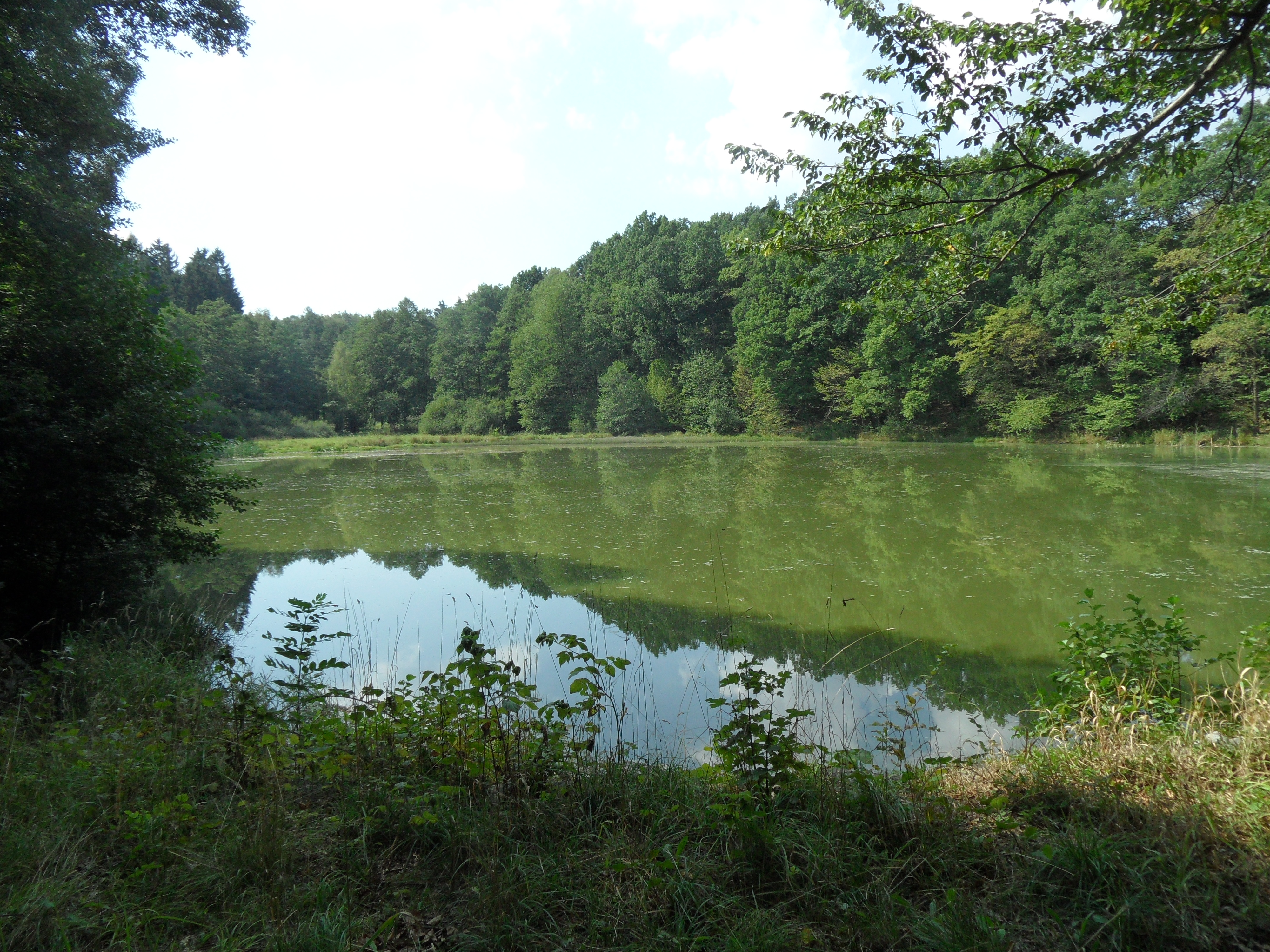
Pilský rybník
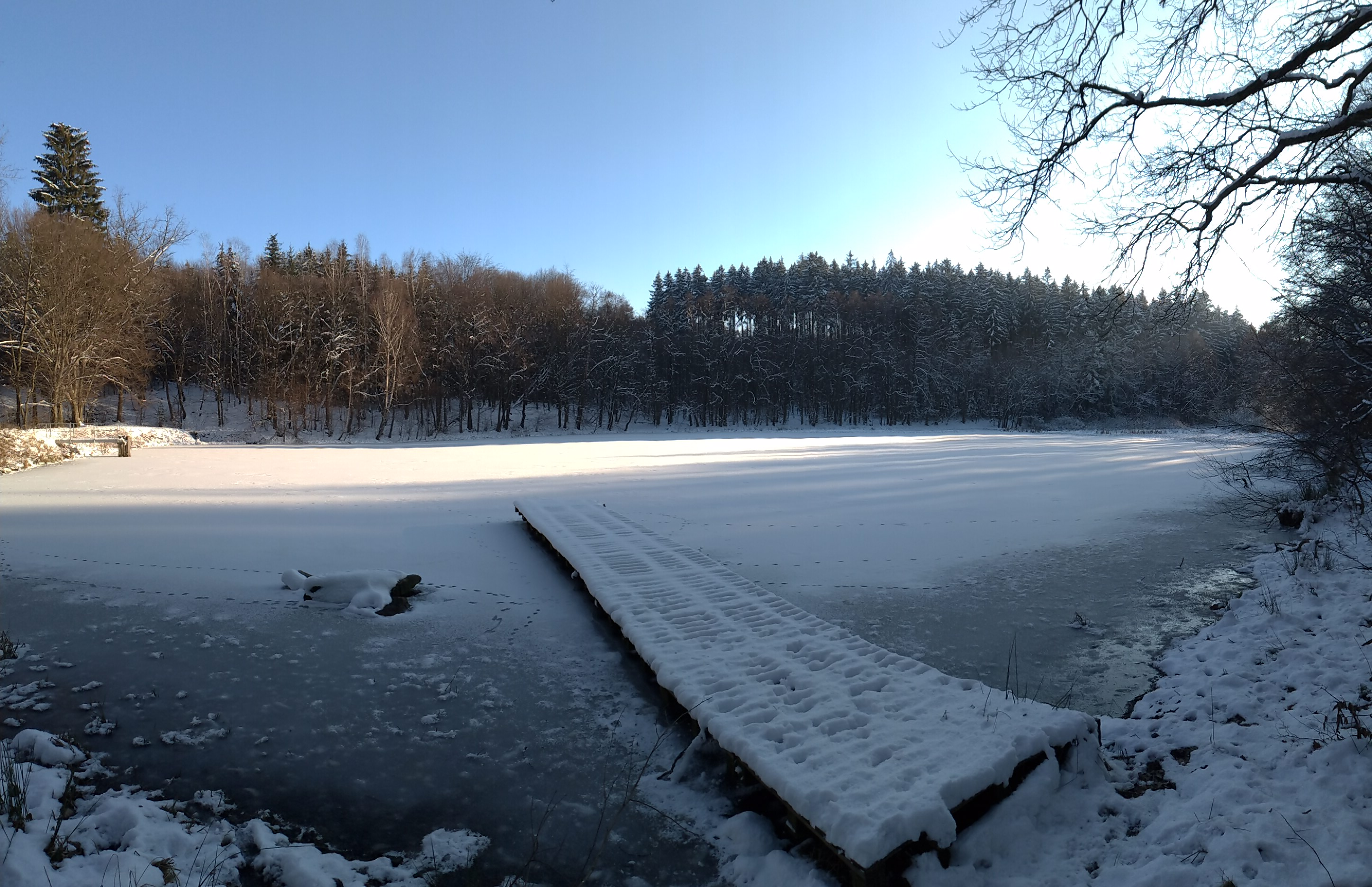
Rybník v zimě
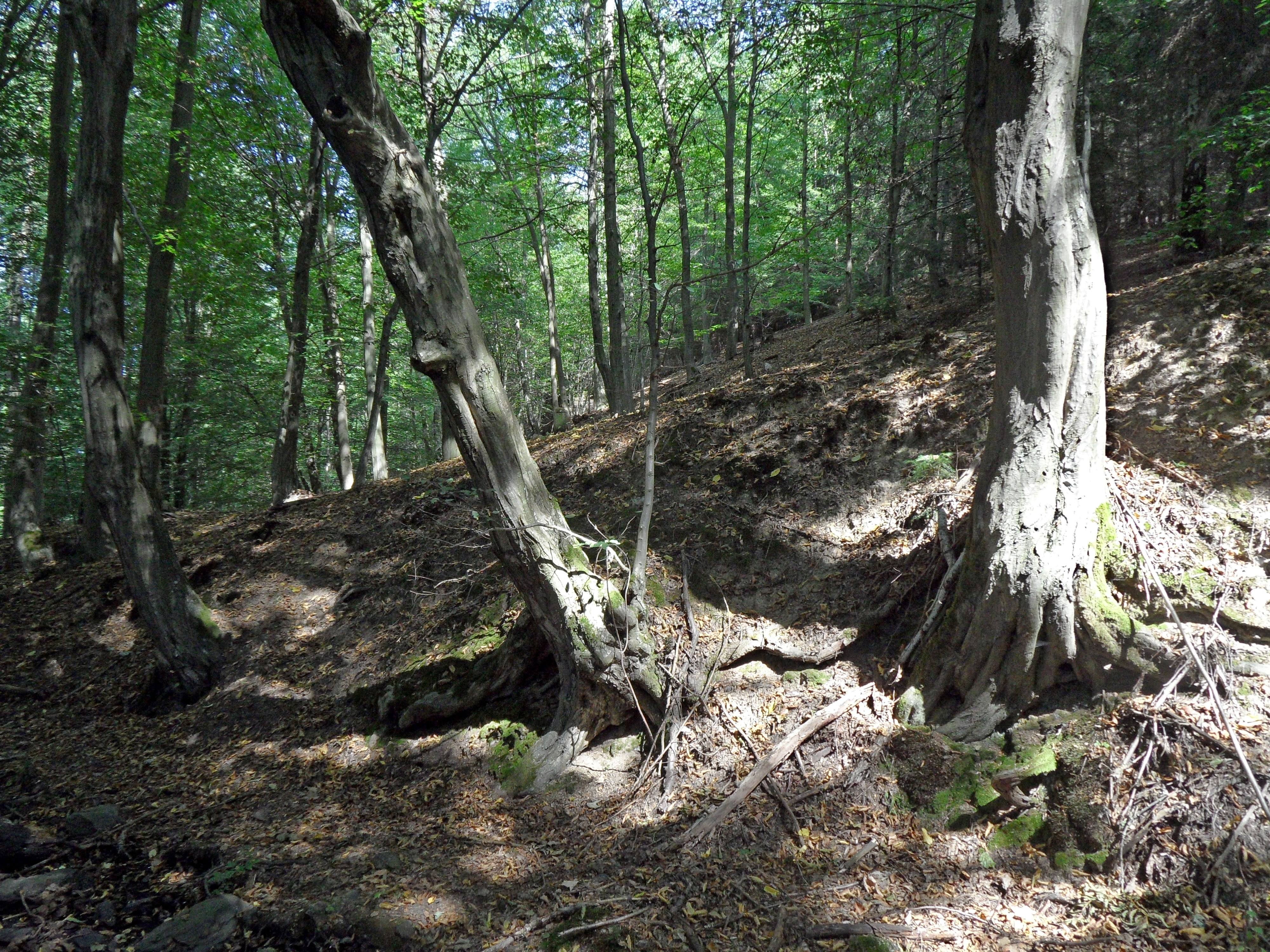
Svah nad Jánským potokem
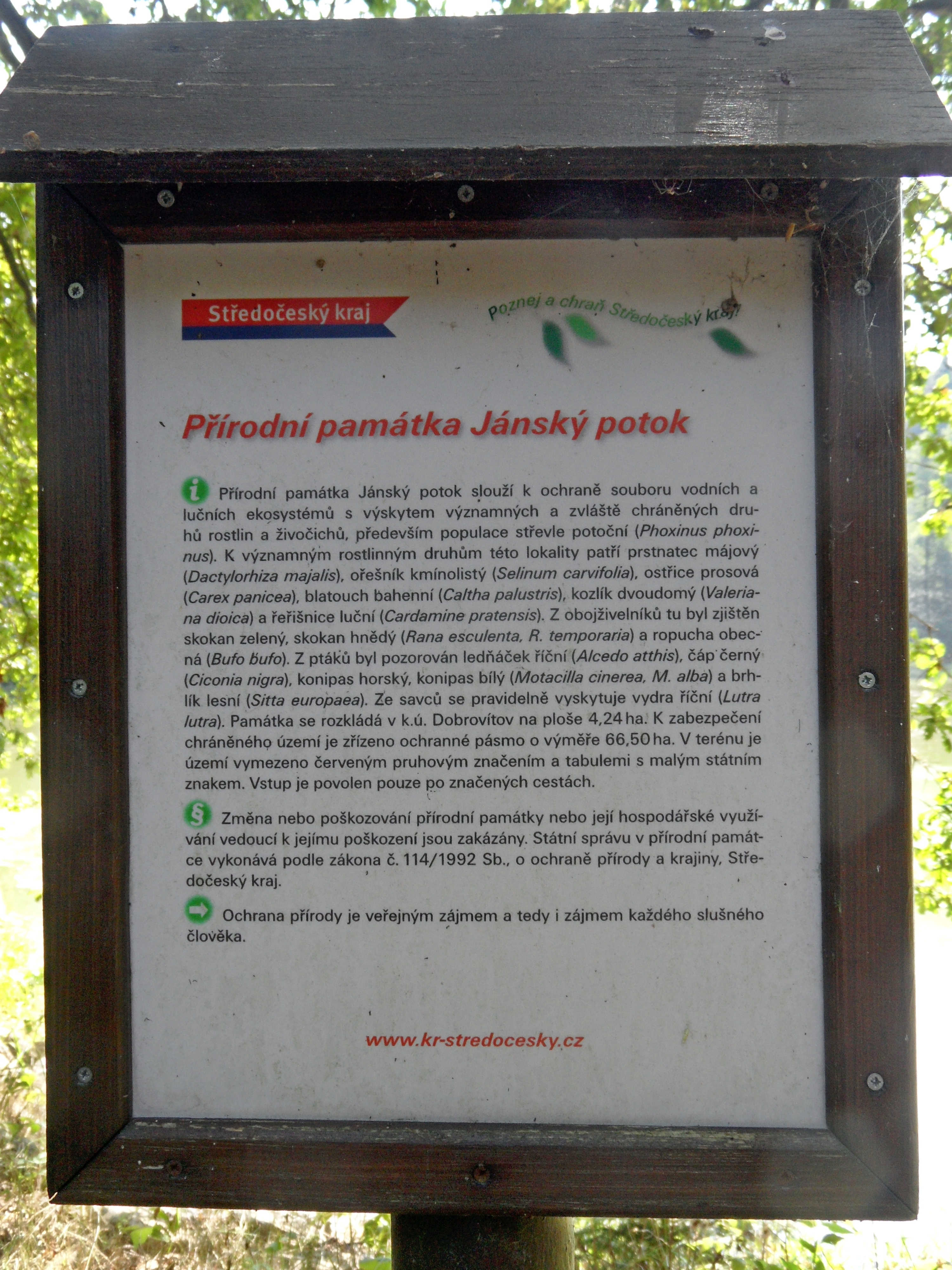
Informační tabule